# Silvis (Illinois)
Silvis es una ciudad ubicada en el condado de Rock Island en el estado estadounidense de Illinois. En el Censo de 2010 tenía una población de 7479 habitantes y una densidad poblacional de 694,82 personas por km².

## Geografía
Silvis se encuentra ubicada en las coordenadas 41°29′52″N 90°24′39″O / 41.49778, -90.41083. Según la Oficina del Censo de los Estados Unidos, Silvis tiene una superficie total de 10.76 km², de la cual 10.76 km² corresponden a tierra firme y (0%) 0 km² es agua.

## Demografía
Según el censo de 2010, había 7479 personas residiendo en Silvis. La densidad de población era de 694,82 hab./km². De los 7479 habitantes, Silvis estaba compuesto por el 84.93% blancos, el 5.04% eran afroamericanos, el 0.37% eran amerindios, el 1.22% eran asiáticos, el 0.08% eran isleños del Pacífico, el 4.59% eran de otras razas y el 3.77% pertenecían a dos o más razas. Del total de la población el 16.02% eran hispanos o latinos de cualquier raza.